# Portulaca samhaensis
Portulaca samhaensis är en portlakväxtart som beskrevs av Anthony G. Miller. Portulaca samhaensis ingår i släktet portlaker, och familjen portlakväxter. Inga underarter finns listade i Catalogue of Life.